# António Carvalho (football)
Pour les articles homonymes, voir António Carvalho et Carvalho.
António Carvalho, de son nom complet António José Pereira de Carvalho, est un footballeur portugais né le 10 décembre 1960 à Guimarães et mort le 18 novembre 2023. Il évolue aux postes de milieu gauche ou d'arrière gauche.

## Biographie

### En club
En 1979, il commence sa carrière professionnelle dans son club formateur le Vitória Guimarães qui évolue en première division portugaise,,.
Jouant peu avec le Vitória, il est transféré en 1981 à l'AD Sanjoanense, club de deuxième division,,.
De 1982 à 1984, il revient en première division sous les couleurs du SC Salgueiros,,.
Il est transféré au Portimonense SC en 1984, club qu'il représente pendant deux saisons,,.
Il est à nouveau joueur du Vitória Guimarães de 1986 à 1991,,.
Lors de la saison 1990-1991, il évolue au FC Paços de Ferreira,,.
Après deux saisons successives en deuxième division avec les clubs de Moreirense FC et de Ronfe, il raccroche les crampons en 1994,.
Il dispute un total de 279 matchs pour 12 buts marqués en première division portugaise,. Au sein des compétitions européennes, il dispute 12 matchs en Coupe UEFA et un match en Coupe des vainqueurs de coupes.

### En équipe nationale
International portugais, il reçoit deux sélections en équipe du Portugal en 1987. Le 5 décembre, dans le cadre des éliminatoires de l'Euro 1988, il dispute un match contre l'Italie (défaite 0-3 à Milan). Le 20 décembre, il joue contre Malte (victoire 1-0 à Ħ'Attard).

### Entraîneur
Après sa carrière de joueur, il devient entraîneur,.

## Palmarès
Vitória Guimarães
- Supercoupe du Portugal (1) :
  - Vainqueur : 1988.